# Koongo
El koongo, kongo, kikongo, congo, kikoongo o cabinda és una llengua bantu de la família de les llengües kongo que es parla a la República Democràtica del Congo, Angola i la República del Congo. És considerada llengua nacional a la República Democràtica del Congo, on hi ha un milió de parlants de koongo. El seu codi ISO 639-3 és kng. És una llengua d'estructura SVO (subjecte-verb-objecte).

## Família lingüística
El koongo forma part de les llengües kongo (H.16), que són un subgrup del grup H de les llengües bantus. Les altres llengües del mateix grup són el Kongo, San Salvador, el Yombe i el laari.

## República Democràtica del Congo
A la República Democràtica del Congo, on el koongo és llengua oficial, hi ha tres milions de parlants de koongo (1986). Es parla a les províncies de Bas-Congo (dialecte cataract). Es parla al llarg del riu Congo, des de Brazzaville fins a la seva desembocadura. també es parla a Angola i a la República del Congo. A la República Democràtica del Congo es van editar bíblies en llengua koongo el 1905 i el 1933.

### Dialectes del koongo a la República Democràtica del Congo
- Koongo meridional
- Koongo central
- Koongo occidental (fioti)
- Bwende
- Koongo oriental
- Koongo del sud-est
- Nzamba

Hi ha altres idiomes del grup kongo que a vegades es consideren com a dialectes seus, com el beembe, doondo, kunyi, vili i monokutuba.

## Angola
A Angola es parla el koongo al nord-oest del país. És una llengua oficial de l'Estat. A Angola es parlen els dialectes koongo meridional, koongo del sud-est, koongo occidental (fioti), ndingi i mboka. Aquests últims dos podrien ser llengües separades.

## República del Congo
El koongo es parla a l'oest i al nord-oest de Brazzaville, a prop de Boko, a la regió de Pool.